# コルト・キングコブラ
コルト・キングコブラ（英: Colt King Cobra）は、アメリカのコルト社の回転式拳銃。
1986年から1990年までは「MK-Vシリーズ」の1つとして生産されており、それが終了した後の2019年には銃身を3インチに改定して再販が開始された。

## 特徴
同社のコルト・トルーパーの後継として登場。パイソンと同じく.357マグナム弾を使用するリボルバーである。
基本設計は大型のVフレームが採用されたMK-Vシリーズだが、内部機構（メカニズム）に改良が加えられている。
マグナム弾に対する耐久性を従来の同社のリボルバーより意識しており、フレームには錆びに強いステンレス素材を採用している。そのため、素材の色でもあるシルバーカラーが標準仕上げとなっているが、表面にガンブルー塗装が施されたものもある。
銃身長には2.5インチ・4インチ・6インチ・8インチの4種類があり、特に8インチモデルは拳銃での狩猟が許されているアメリカの一部の州ではスコープを搭載して狩猟に使用することも可能となっている。

## コルト・アナコンダ

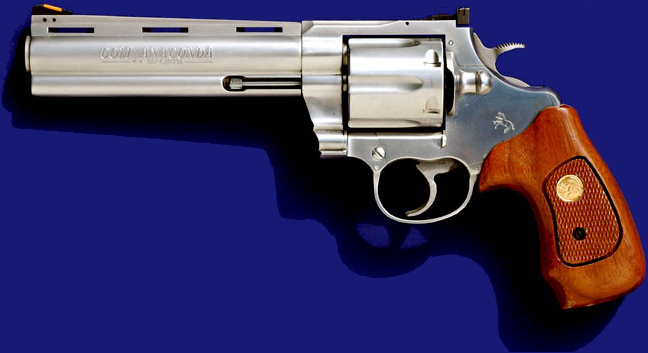
コルト・アナコンダ 6インチモデル

コルト・アナコンダ（英：Colt Anaconda）は、キングコブラの生産終了後である1990年に「コルト社初の.44マグナム」として発表された「MK-Vシリーズ」の大型リボルバーで、同社のパイソンをはじめとする蛇の名前を冠するリボルバーの一つである。コルト社製のリボルバーフレームの中では最大であるAAフレームを採用しており、.44マグナム弾の他に.45LC弾を使用するものも製造されたが、.44マグナムを使用するリボルバーとしては、他の銃器メーカーと比較して発売が遅れたためか影の薄い存在となっている。
外観は同社のダブルアクションリボルバーの中で最も有名な前述のパイソンに似ているが、内部機構はキングコブラを基本としているため、パイソンよりも生産コストを削減することに成功している。
なお、実銃のアナコンダのボディーはすべてステンレス素材で製造されており、キングコブラのようにガンブルー塗装が施されたものは製造されていないため、エアソフトガンにあるブラックカラーのアナコンダは実在しない。グリップは画像の木製のものとラバー製のものが存在。
2021年にはキングコブラと同じく新規設計のうえで再販されたが、こちらは2020年に再販されたパイソンの内部機構を基礎としている。

## コルト・グリズリー
コルト・グリズリー（英：Colt Grizzly）はベンチレーテッドリブと長いアンダーラグを備え、更にマグナポートが追加されたパイソンの銃身とキングコブラのフレームを組み合わせた1997年ごろの製品で限定品であるコルト社公認のカスタムリボルバー。使用弾薬は同じく.357マグナム弾。ボディーはステンレス製で、レッドインサートの入ったランプタイプのフロントサイトを備え、シリンダーは肉抜きのフルートがない耐久性に長けたノンフルーテッドシリンダー。銃身長は6インチで、トリガー、ハンマーには表面仕上げが成されていない。

## 登場作品

### 映画・テレビドラマ
『あぶない刑事シリーズ』
ユージこと大下勇次刑事が映画『あぶない刑事リターンズ』と『あぶない刑事フォーエヴァー』にてキングコブラの2.5インチモデルを使用。
『俺たちルーキーコップ』
矢部刑事がキングコブラの2.5インチモデルを使用。
『裏刑事-URADEKA-』
裏刑事の岩城がターゲット抹殺にブラックサテンの4インチを使用する。銃身のロゴがホワイトに塗られカスタム化されている。第9話に登場する。
『科捜研の女』
犯人の凶器として6インチモデルのキングコブラが登場。使用弾薬はフルメタルジャケットの.38スペシャル弾。

### 漫画・アニメ
『こちら葛飾区亀有公園前派出所』
ボルボ西郷と汚野刑事がキングコブラの6インチモデルを使用。
『シティーハンター』
美樹がキングコブラの4インチシルバーモデルを、海原神がアナコンダの6インチモデルを使用。

### ゲーム
『Dies irae -Also sprach Zarathustra-』
本城恵梨依が使用。
『カウンターストライクオンライン』
「Anaconda」という名称で登場。有料ポイントで購入可能。使用弾薬が.50アクションエキスプレス（.50AE）弾に変わっており、装弾数も7発と、実銃より1発多い。
『クロスファイア』
「Anaconda」という名称で登場。作中に登場する銃器の中で唯一のリボルバー式でもある。
『コール オブ デューティシリーズ』
『CoD:MW2』
「.44MAGNUM」という名称でアナコンダが登場する。シェパードの愛銃であり、常に腰に2丁携帯している。
『CoD:MW3』
「.44 Magnum」という名称でアナコンダが登場する。

『サドンアタック』
「C.Anaconda」という名称で登場。
『バイオハザードシリーズ』
小説版にてキングコブラが登場銃器の1つとして登場。アナコンダが『RV2』のRAIDモードに「MG-ANACONDA」の名で登場（元々は.44マグナムとして『バイオハザード』で登場するはずだったが、名が知られていたパイソンに変更された）リメイク版『1』では「バリーの.44マグナム」の名称で登場。
『ペルソナ4』
「44アナコンダ」という名称で登場。白鐘直斗専用武器の1つ。